# Ніколас Джаар
Ніколас Джаар (англійська [dʒɑr]; Spanish: [ˈɟʝaɾ] ; ісп. Nicolás; нар. 10 січня 1990 року) — чилійсько-американський композитор і музикант із Нью-Йорка. Серед його відомих робіт — альбоми Space Is Only Noise (2011), Sirens (2016) і Cenizas (2020). Він також випустив два альбоми як половина свого гурту Darkside (Psychic, 2013, Spiral, 2021) і ще два альбоми під псевдонімом Against All Logic.
Після того, як у 2013 році він припинив свій звукозаписний лейбл Clown &amp; Sunset, Джаар заснував компанію Other People і з тих пір випустив багато експериментальних записів через імпринт, зокрема твори Лідії Ланч, П'єра Бастьєна, Джона Уолла та Лукреції Дальт. Він написав музику до фільму Жака Одіара «Діпан» (лауреат Золотої пальмової гілки 2015 року) та фільму Пабло Ларрайна «Ема» 2019 року.

## Раннє життя
Джаар народився в Нью-Йорку в сім'ї чилійців, танцівниці Евелін Мейнард, і Альфредо Джаара, художника й архітектора. Його мати є етнічною француженкою, а батько має голландське та палестинське походження; кажуть, що прізвище Джаар походить з Вифлеєму. Після розлучення батьків Джаар переїхав з матір'ю до Сантьяго у віці трьох років, де він жив до повернення до Нью-Йорка у віці дев'яти років, коли його батьки помирилися. Джаар навчався у Французькому ліцеї Нью-Йорка.
У 2008 році Джаар вступив до університету Брауна, який він закінчив у 2012 році зі ступенем у порівняльному літературознавстві.

## Кар'єра

### 2007—2011: Початки та дебютний альбом
У 2007 році Джаар познайомився з Гаді Мізрахі та Зевом Айзенбергом, які проводили легендарні вечірки «Марсі» в Брукліні, Нью-Йорк. Почувши його ранні твори, Мізрахі запропонував 17-річному Джаару поставити 4/4 ударний барабан під його в основному експериментальні композиції. Це був перший набіг Джаара на танцювальну музику, задокументований у його першому релізі на лейблі Mizrahi Wolf + Lamb під назвою The Student. Мізрахі сказав про Джаара:
«Тоді все, що грали діджеї, було 128 ударів на хвилину. Те, що він робив, було майже вдвічі меншим.»
Наступні 4 роки Джаар провів на андеграундній танцювальній сцені Нью-Йорка, створюючи грубу хаус-музику під впливом хіп-хопу, випускаючи такі сингли, як «Love You Gotta Lose Again» і «Don't Believe the Hype». За цей час Джаар написав дві пісні зі своїм вокалом іспанською мовою, «Mi Mujer» і «El Bandido», які він спочатку не збирався випускати, оскільки вони були зроблені як жарт, щоб змусити його матір сміятися і танцювати. Однак пізніше він вирішив випустити їх у 2010 році у відповідь на те, що помітив тенденцію нелатинських ді-джеїв, які семплюють латиноамериканську музику без винагороди.
Він випустив свій дебютний альбом Space Is Only Noise у січні 2011 року, отримавши схвалення критиків і чотири зірки від The Guardian. Resident Advisor, Mixmag і Crack Mag назвали його альбомом № 1 року. Джаар зробив турне з альбом разом зі своїм майбутнім колегою по групі Дейвом Гаррінгтоном (пізніше з Darkside) і Віллом Епштейном, а пізніше був визнаний № 1 Live Act на Resident Advisor протягом трьох років, коли він гастролював над записом.

### 2012—2017: Дарксайд іSirens
У 2012 році Джаар представив концертний концепт під назвою From Scratch, де він семплював записи, які купив того дня, перед живою аудиторією. Перша ітерація відбулася в Квінсі, штат Нью-Йорк, на MOMA PS1; це був п'ятигодинний концерт, у якому співпрацювали Вілл Епштейн, відеооператор Райан Стейк, танцівниця Ліззі Фейдельсон і співачка Саша Спілберг. Він також виступав з From Scratch в Боулдері, Колорадо, та Монреалі, Квебек.
18 травня 2012 року Джаар дебютував на BBC Radio 1 Essential Mix, який був визнаний Radio 1 Essential Mix 2012 року.
4 жовтня 2013 року був випущений дебютний альбом «Psychic» від Darkside, проекту Джаара з давнім партнером Дейвом Харінгтоном, який отримав схвальні відгуки критиків і отримав 9,0 балів на Pitchfork. Весь 2014 рік гурт гастролював із альбомом.
У лютому 2015 року Джаар випустив альбом з ембієнтом і нойзом під назвою Pomegranates, який був описаний як «схожий на зламані інструменти Близького Сходу, які наполовину грають модальну мелодію серед спалахів шипіння». Пізніше того ж року Джаар написав саундтрек до фільму «Діпан», трилеру французького режисера Жака Одіара про сім'ю біженців зі Шрі-Ланки, які живуть у передмісті Парижа. Він став володарем «Золотої пальмової гілки» в Каннах 2015 року.
Його другий студійний альбом Sirens вийшов у вересні 2016 року. Журнал Rolling Stone назвав його електронним альбомом № 1 року. У грудні 2017 року була випущена версія делюкс, яка містила три нові треки, вставлені в альбом.

### 2018–тепер: Against All Logic, повернення Darkside
17 лютого 2018 року Джаар випустив свій перший альбом під новим псевдонімом Against All Logic під назвою 2012—2017. Альбом, випущений без попереджень і без прямих посилань на ім'я Джаара, отримав схвалення критиків після його виходу, включаючи оцінку 8,8 і позначення «Найкраща нова музика» від Pitchfork.
Джаар став співпродюсером більшості другого студійного альбому FKA Twigs Magdalene, випущеного в жовтні 2019 року.
У 2019 році Джаар створив саундтрек до чилійського фільму «Ема».
У 2020 році Джаар випустив три альбоми; 2017-2019 у лютому (як Against All Logic), Cenizas в березні та Telas у липні.
Через майже вісім років після випуску свого дебютного альбому Darkside випустив їхній другий студійний альбом Spiral 23 липня 2021 року на Matador Records. Він отримав загалом схвальні відгуки.

## Other People
Джаар заснував нью-йоркську фірму Other People («Інші люди»). Вона випускала музику таких виконавців, як Лідія Ланч, Джон Уолл, П'єр Бастьєн, Томага, DJ Slugo, Вільям Басінські, VTGNIKE, Микита Квасім, 12z, Сарі Мусса та колектив Терепа, який складається з таких артистів, як Коухей Мацунага, Лорель Гало, Лукреція Далт, Шарлотта Коллін і Джулія Холтер. Other People також представила візуальні та аудіороботи художників Африкануса Ококона та Мазіяра Пахлевана.
У 2016 році Other People запустила THE NETWORK («Мережа»), мережу зі 111 вигаданих радіостанцій, створених у співпраці з художниками Дженою М'юнгом і Мазіяром Пахлеваном. У 2017 році THE NETWORK стала книгою, опублікованою видавництвом PRINTED MATTER у Нью-Йорку.

## Дискографія
- Space Is Only Noise (2011)
- Pomegranates (2015)
- Nymphs (2016)
- Sirens (2016)
- Cenizas (2020)
- Telas (2020)

### Against All Logic
- 2012-2017 (2018)
- 2017-2019 (2020)

## Нагороди та номінації
| Нагорода                         | Рік  | Номінант(и)               | Категорія                  | Результат | Прим.  |
| -------------------------------- | ---- | ------------------------- | -------------------------- | --------- | ------ |
| BBC Radio 1                      | 2012 | Nicolas Jaar (2012-05-19) | Essential Mix of the Year  | Перемога  | [ 42 ] |
| International Dance Music Awards | 2016 | «Don't Break My Love»     | Best Chillout/Lounge Track | Номінація | [ 43 ] |